# Ralph Mercado
Ralph Mercado Jr. (Brooklyn, 29 de septiembre de 1941 - Hackensack, 10 de marzo de 2009) fue un promotor de música latinoamericana — Jazz latino, rock latino, merengue y salsa — quién estableció una red de negocios incluyendo la promoción de conciertos, dirigiendo artistas, Ritmo Mundo Musicales (RMM) una de las disqueras más importante en la industria latina durante los 1980's y los 1990's, así como una compañía de clubes nocturnos, restaurantes y películas.

## Primeros años
Mercado nació el 29 de septiembre de 1941 en Brooklyn, Nueva York, su padre era un dominicano y su madre "boricua", la cual trabajó para una fábrica de su país (Puerto Rico). Dijo en una entrevista que aprendió a bailar merengue "antes que a caminar".
Careciendo de cualquier habilidad musical como cantante o intérprete, empezó a promover "waistline parties", eventos de música en vivo en su apartamento, más exactamente en su sótano, en el cual tenía una peculiar tarifa de ingreso: A las mujeres les cobraba en proporción a su medida de cintura, con lo que las mujeres más delgadas pagaban menos; él se encargaba de medirlas en la puerta personalmente.

## Carrera
A través del Río Del este y de sus raíces de Brooklyn, Mercado empezó promover el jazz latino en clubes de Manhattan como The Village Gate. Esto se expandió a conciertos en locales importantes con estrellas como James Brown, quién compartió con artistas latinos como Mongo Santamaría. Fue mánager de intérpretes, fundando RMM en 1972, donde sus clientes Celia Cruz y Tito Puente lograron hacerlo muy famoso en los Estados Unidos por esa época. Desarrolle talento nuevo, como La India y Marc Anthony, presentando salsa conciertos en locales importantes a través del país, de Madison Square Garden al Bol de Hollywood.
Mercado fundó RMM Records & Video en 1987, el cual tuvo a su cargo a más de 130 artistas que actúan a través del espectro de música latina, con géneros como merengue, salsa, jazz latino y rock latino. Mercado trajo influencias y grupos internacionales de África, Brasil e incluso Japón a Latinoamérica.
Consiguió ser aclamado como el promotor más exitoso de la Salsa, comparable a Berry Gordy, el mismo caso del R&B. En 1991, la revista Billboard le nombró como "el empresario que llevó la Salsa de Nueva York al mundo".
RMM fue vendido al Universal Music Group en 2001 sobre $26 millones, incluyendo su música latina catalogada como un inmenso tesoro cultural, ganando los derechos encima competidor Sony Music Latin. A la venta siguieron las dificultades financieras que exacerbaron por la pérdida de un juicio de contravención del copyright, en que el compositor Glenn Monroig ganó $7.7 millones de un jurado federal, el cual había ganado $11 millones como interés, basado en que RMM había modificado uno de sus temas sin su permiso.
Después la venta de RMM, Ralph Mercado regresó a la promoción de conciertos de salsa, a nivel global. Retuvo el control de tres empresas, RMM Filmworks y Ralph Mercado Presents. Él también poseyó, en entero o parte, los clubes Manhattan Babalu y el Trimestre latino, así como el Conga Hall en Los Ángeles.

## Premios y reconocimiento
El 28 de septiembre de 2008, Mercado fue honrado por Union City (Nueva Jersey), en Nueva Jersey, con el llave de la ciudad y una estrella en el Paseo de Fama en el parque de Celia Cruz en este mismo lugar. Aunque se presentó, por entonces su condición médica le había dejado en silla de ruedas, y tuvo que recurrir a su hija, Debbie Mercado, para hablar en su lugar.

## Vida personal
Mercado vivió en Cresskill y Hackensack, (Nueva Jersey), antes de mudarse a Cliffside Park, donde vivió el resto de su vida, aunque también poseía un apartamento en Manhattan.
Mercado murió el 10 de marzo de 2009, a los 67 años, en el Centro Médico Universitario en Hackensack, víctima de un cáncer.

## RMM Etiquetas
- SOHO Latino
- Sonero Discotecas
- RMM Internacional
- TropiJazz
- Merengazo
- RMM Rocas